# (44006) 1997 TF17
1997 تي أف 17 (ويعرف أيضًا باسم (44006) 1997 تي أف 17 وفق تسمية الكوكب الصغير) (بالإنجليزية: 1997 TF17)‏ هو كويكب ضمن حزام الكويكبات؛ وترتيبه 44006 من حيث الاكتشاف.
اكتُشف هذا الجُرم الفلكي بواسطة تاكيشي أوراتا ‏ في 6 أكتوبر 1997.

## وصلات خارجية
- (44006) 1997 TF17 في قاعدة بيانات مختبر الدفع النفاث لأجرام النظام الشمسي الصغيرة

- الاكتشاف · مخطط المدار ·  العناصر المدارية · المعلمات المادية

- (44006) 1997 TF17 على موقع ويكي سكاي: DSS2, SDSS, GALEX, IRAS, Hydrogen α, X-Ray, Astrophoto, Sky Map, Articles and images